# مطار مخيزنة
مطار مخيزنة (إياتا:UKH - إيكاو:OOMK) هو مطار يخدم حقل مخيزنة النفطي في عُمان.